# Mammillaria dioica
Espèce
Statut de conservation UICN

 LC  : Préoccupation mineure
Statut CITES
Mammillaria dioica, appelé communément cactus framboise[réf. nécessaire], est une espèce de cactus du genre Mammillaria présente aux États-Unis et au Mexique. C'est une sous-espèce d'angelensis.

## Description

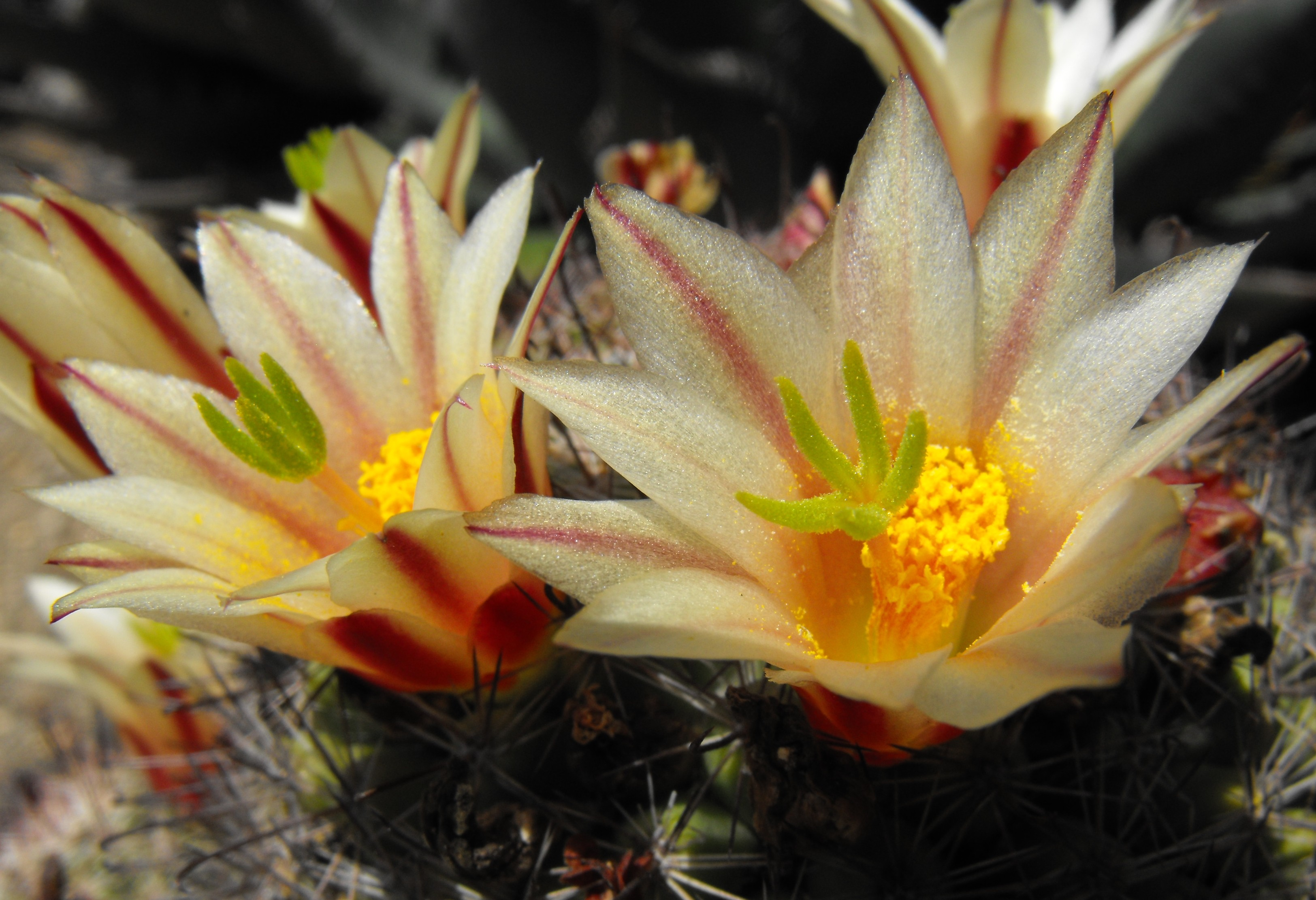
Fleurs de Mammillaria dioica

Ce cactus croît seul ou en groupe. Il est de forme cylindrique d'un vert bleuté et peut mesurer jusqu'à trente-trois centimètres de hauteur et de trois à sept centimètres de diamètre. Ses axilles comportent de quatre à quinze épines longues. Les épines du milieu (d'une à quatre) sont brunes ou brun foncé, droites et fortes.
Les fleurs mesurent de un à trois centimètres de longueur. Elles vont du jaune au blanc jaunâtre. Ce cactus qui fleurit au printemps est dioïque comme son nom l'indique. Il donne des fruits ovales et écarlates à l'automne dont la saveur varie entre la fraise et le kiwi. Ses graines (entre 0,6 et 0,8 mm) sont noires.

## Répartition et habitat
Cette espèce est présente dans le sud de la Californie aux États-Unis et dans les États de Sonora, de Basse-Californie et de Basse-Californie du Sud au Mexique.
Zone montagneuse désertique et rocheuse à 1 500 mètres d'altitude.

## Culture
La culture de ce cactus nécessite une certaine expérience. Son sol doit être bien drainé. Il ne supporte pas l'humidité.

## Synonymes
- Ebnerella dioica
- Chilita dioica
- Mammillaria goodridgii